# Donatella Versace
Donatella Francesca Versace (tiếng Ý: [donaˈtɛlla franˈtʃeska verˈsaːtʃe];  sinh ngày 2 tháng 5 năm 1955) là một nhà thiết kế thời trang và nữ doanh nhân người Ý. Cô là giám đốc điều hành hiện tại của Versace, một bộ phận của Capri Holdings. Versace được thành lập bởi anh trai của cô, Gianni Versace, sau khi qua đời vào năm 1997, Donatella được thừa hưởng 20% công ty và trở thành giám đốc điều hành. Versace đã được bán cho Capri Holdings vào năm 2018, mặc dù Donatella vẫn đóng góp.

## Cuộc đời khi nhỏ và gia đình
Donatella Versace được sinh ra ở Reggio di Calabria, miền Nam nước Ý, là con út trong gia đình bốn người con. Antonio - cha của cô là một nhân viên bán hàng. Francesca - mẹ cô, là một thợ may. Chị gái của cô, Tina, chết năm 12 tuổi vì nhiễm trùng uốn ván do được điều trị không đúng cách. Anh trai của cô, Santo Versace, là người thừa hưởng 30% gia tài của Gianni Versace và con gái của cô, Allegra Versace, được thừa hưởng 50%.

## Sự nghiệp thời trang
Vào giữa những năm 1970, Donatella theo người anh trai của mình, Gianni Versace, theo đuổi thiết kế hàng dệt kim ở Florence, Ý. Cô đã lên kế hoạch làm việc cho anh trai mình trong bộ phận quan hệ công chúng, nhưng cô nghĩ sẽ có giá trị hơn nếu anh mình là một "nhà soạn thảo" và "nhà phê bình". Thông qua sự liên kết với các doanh nghiệp của anh trai, cô "bước" vào thế giới thời trang. Vào thập niên 80, Gianni đã cho ra mắt một loại nước hoa tạo bởi chính cô ấy - Blonde, và tạo nhãn hiệu riêng -Versus, nhãn hiệu mà Gianni đã quảng bá cho cô ấy cho đến khi anh ấy qua đời.